# Doc Rivers
Glenn Anton "Doc" Rivers (nascut a Chicago el 13 d'octubre de 1961) és un entrenador professional de bàsquet estatunidenc i antic jugador professional a la NBA. Actualment és el primer entrenador als Philadelphia 76ers.
Com a jugador va destacar al seus inicis amb la franquícia dels Atlanta Hawks. Després va defensar la samarreta dels Clippers, Knicks i Spurs abans de retirar-se el 1996.